# Agua Amarilla
Agua Amarilla är en ort i Mexiko.   Den ligger i kommunen Madera och delstaten Chihuahua, i den nordvästra delen av landet, 1 400 km nordväst om huvudstaden Mexico City. Agua Amarilla ligger 2 144 meter över havet och antalet invånare är 137.
Terrängen runt Agua Amarilla är lite bergig. Runt Agua Amarilla är det mycket glesbefolkat, med 4 invånare per kvadratkilometer. Agua Amarilla är det största samhället i trakten. I omgivningarna runt Agua Amarilla växer huvudsakligen savannskog.